# Kim Jae-shin (Diplomat)

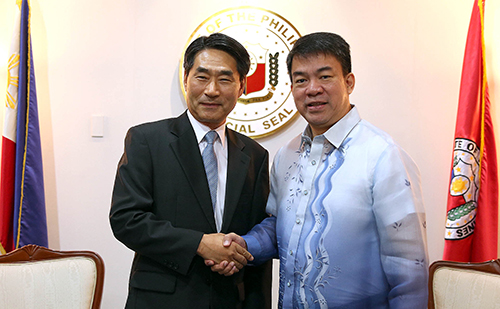
Kim Jae-shin (links), 2016 mit dem philippinischen Politiker Koko Pimentel

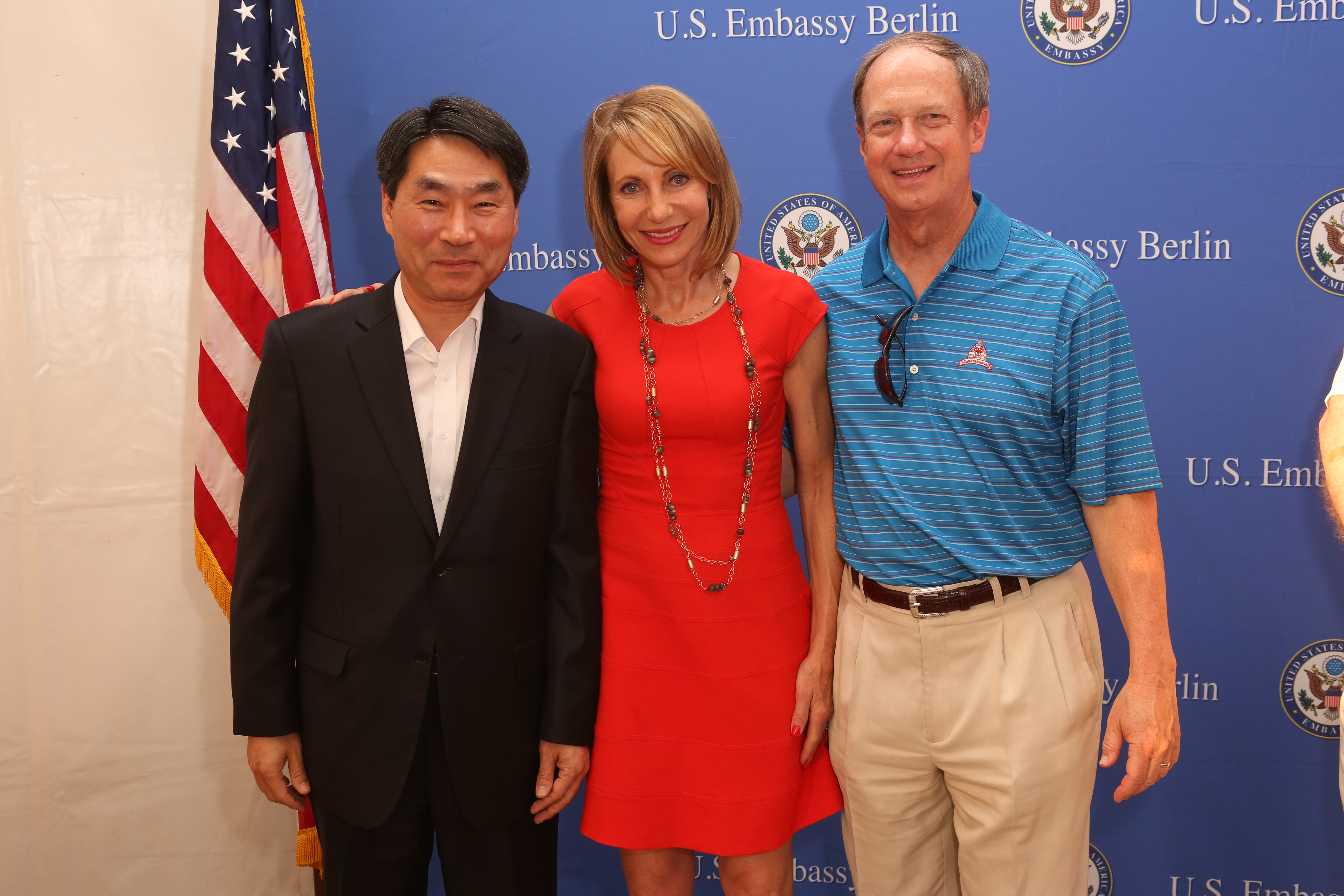
Kim Jae-shin mit Kimberly und John B. Emerson (2014)

Kim Jae-shin (koreanisch 김재신) (* 30. Mai 1957 in Jeonju) ist ein südkoreanischer Diplomat.

## Leben
Er studierte an der Korea-Universität in Seoul Politikwissenschaft und internationale Beziehungen. 1980 trat er in den diplomatischen Dienst Südkoreas ein. Von 1984 bis 1989 war er an der südkoreanischen Universität in Tokio in Japan eingesetzt. Es folgte von 1989 bis 1992 eine Tätigkeit an der Botschaft in Rangun in Burma. Er kehrte nach Seoul zurück und arbeitete unter anderem als Hauptsekretär der Außenminister Lee Sang-ock und Han Sung-joo. Weitere Auslandsaufgaben führten ihn nach Washington, D.C. in die USA und nach Peking in China. In den Jahren von 2008 bis 2010 diente er als Berater von Präsident Lee Myung-bak. Im August 2010 wurde er stellvertretender Minister für politische Angelegenheiten im südkoreanischen Ministerium für Auswärtige Angelegenheiten und Handel.
Kim Jae-shin ging im September 2012 als Botschafter nach Deutschland. In seine Amtszeit fiel der Besuch der südkoreanischen Staatspräsidentin Park Geun-hye im Frühjahr 2014. Sein Amt versah er bis 2015. 2015 wurde er Botschafter seines Landes auf den Philippinen.

## Persönliches
Kim Jae-shin ist mit Lee Jongmin verheiratet.